# Zonophryxus grimaldii
Zonophryxus grimaldii är en kräftdjursart som beskrevs av Jean Baptiste François René Koehler 1911. Zonophryxus grimaldii ingår i släktet Zonophryxus och familjen Dajidae. Inga underarter finns listade i Catalogue of Life.